# Zouheir Dhaouadi
Zouheir Dhaouadi (Kairouan, 1 de janeiro de 1988) é um futebolista profissional tunisiano que atua como meia.

## Carreira
Zouheir Dhaouadi representou o elenco da Seleção Tunisiana de Futebol no Campeonato Africano das Nações de 2013.